# Mordecai Richler
Mordecai Richler CC (Montréal, 1931. január 27. – Montréal, 2001. július 3.) kanadai író. Legismertebb művei: The Apprenticeship of Duddy Kravitz (1959) és Barney's Version (1997). Az 1970-ben megjelent St. Urbain's Horseman  és az 1989-ben megjelent Solomon Gursky Was Here című regényét Booker-díjra jelölték. Ismeretes a Jacob Two-Two című, gyermekeknek szóló fantasy-sorozatáról is. A szépirodalmi művein kívül Richler számos esszét írt a kanadai zsidó közösségről, valamint a kanadai és a québeci nacionalizmusról. Richler Oh Canada! Oh Quebec! (1992) című, a nacionalizmusról és az antiszemitizmusról szóló esszégyűjteménye jelentős vitákat váltott ki.

## Élete

### Fiatalkora és iskolái
Lily (született Rosenberg) és Moses Isaac Richler, egy fémhulladék-kereskedő fia, Richler 1931. január 27-én született Montréalban, Québecben, és a város Mile End negyedében, a St. Urbain utcában nőtt fel. Folyékonyan beszélt angolul, franciául és jiddisül, és a Baron Byng gimnáziumban érettségizett. Beiratkozott a Sir George Williams College-ba (ma Concordia Egyetem) tanulni, de nem fejezte be a tanulmányait. Évekkel később Richler édesanyja önéletrajzot adott ki The Errand Runner: Memoirs of a Rabbi's Daughter címmel (Egy rabbi lányának emlékiratai, 1981), amely Mordecai születéséről és neveltetéséről, valamint a köztük lévő, olykor nehéz kapcsolatról szól. (Mordecai Richler nagyapja és Lily Richler édesapja Jehuda Judel Rosenberg rabbi volt, aki Lengyelországban és Kanadában egyaránt híres rabbi volt, és számos vallásos szöveg, valamint vallásos regény és vallási közösségek számára írt tudományos és történelmi tárgyú non-fiction művek termékeny szerzője.)
Richler tizenkilenc évesen költözött Párizsba, azzal a szándékkal, hogy az irodalmi száműzöttek egy korábbi generációjának, az 1920-as évek úgynevezett elveszett nemzedékének nyomdokaiba lépjen, akik közül sokan az Egyesült Államokból származtak.

### Pályája
Richler 1952-ben visszatért Montréalba, ahol rövid ideig a CBC-nél dolgozott, majd 1954-ben Londonba költözött. Tíz regényéből hetet publikált, és jelentős újságírói munkásságot is írt, amíg Londonban élt.
Aggódva amiatt, hogy „olyan sokáig távol voltam elégedetlenségem gyökereitől”, Richler 1972-ben visszatért Montreálba. Többször írt a montréali anglofón közösségről, különösen egykori szomszédságáról, és több regényében is bemutatta azt.

### Házasság és család
Richler 1954-ben Angliában vette feleségül a nála kilenc évvel idősebb Catherine Boudreau-t. Az esküvőjük előestéjén találkozott Florence Mann-nal (született Wood), aki akkoriban Richler közeli barátjának, Stanley Mann forgatókönyvírónak a felesége volt, és akit meg is szeretett.
Néhány évvel később Richler és Florence mindketten elváltak korábbi házastársuktól, és összeházasodtak, Richler pedig örökbe fogadta fiát, Danielt. A párnak további négy közös gyermeke született: Jacob, Noah, Martha és Emma. Ezek az események ihlették Barney's Version című regényét.
Richler 2001. július 3-án, 70 éves korában, Montreálban halt meg rákban.
Másodunokatestvére volt Nancy Richler regényírónak is.

## Újságírói karrier
Pályafutása során Richler újságírói kommentárokat írt, és közreműködött a The Atlantic Monthly, Look, The New Yorker, The American Spectator és más folyóiratokban. Későbbi éveiben Richler a National Post és a montreali The Gazette újságírója volt. Az 1980-as évek végén és az 1990-es évek elején a Gentlemen's Quarterly című folyóiratban havonta írt könyvkritikát.
Richler gyakran bírálta Québecet, de a kanadai föderalizmust is. Richler másik kedvenc célpontja az 1970-es és 1980-as évek államilag támogatott kanadai irodalmi mozgalma volt. Az újságírás fontos részét képezte karrierjének, amely a regények és filmek között jövedelmet biztosított számára.

## The Apprenticeship of Duddy Kravitz
Richler 1959-ben adta ki negyedik, The Apprenticeship of Duddy Kravitz című regényét (Duddy Kravitz tanulóévei). A könyvben gyakori Richler-téma szerepelt: A zsidó élet az 1930-as és 40-es években Montreálnak a Mount Royal Parktól keletre, a St. Urbain Street és a Saint Laurent Boulevard környékén (köznyelvben „The Main” néven ismert). Richler a környékről és az ott élő emberekről írt, megírva azokat a nehézségeket és fogyatékosságokat, amelyekkel zsidó kisebbségként szembesültek.
Egy középosztálybeli idegennek, igaz, az egyik utca ugyanolyan nyomorúságosnak tűnt volna, mint a másik. Minden sarkon egy szivarüzlet, egy élelmiszerbolt és egy gyümölcsárus. Kívül lépcsőházak mindenütt. Kanyargósak, fából készültek, rozsdásak és kockázatosak. Itt egy értékes, pompásan barázdált fű, ott egy rosszindulatúan gazos folt. Értékes, hámló erkélyek és hulladék telkek végtelen ismétlődése, amelyek itt-ott rést ütnek.
 – The Apprenticeship of Duddy Kravitz, Penguin Books, 1964, 13. o.
A Duddy Kravitz megjelenése után a The Oxford Companion to Canadian Literature szerint Richler „nemzedéke egyik legjelentősebb írójává vált”.

## Fogadtatás
Sok kritikus megkülönböztette Richlert, a szerzőt, Richlertől, a polemikustól. Richler gyakran mondta, hogy célja az volt, hogy korának és helyének őszinte tanúja legyen, és hogy legalább egy olyan könyvet írjon, amelyet halála után is olvasni fognak. Munkásságát többek között Robert Fulford és Peter Gzowski újságírók pártolták. Tisztelői dicsérték Richlert, amiért el merte mondani a kényelmetlen igazságokat; Michael Posner Richlerről szóló oral életrajzának címe The Last Honest Man (2004).
A kritikusok ismételt témáira hivatkoztak, többek között arra, hogy újságírói elemeket épített be későbbi regényeibe. Richler ambivalens viszonyulását a montreali zsidó közösséghez Joel Yanofsky Mordecai and Me (2003) című könyve örökítette meg.
A The Apprenticeship of Duddy Kravitz című művét filmvásznon és több élő színházi előadásban is bemutatták Kanadában és az Egyesült Államokban.

## Vita
Richler leggyakrabban a québeci nacionalista mozgalom tagjaival került konfliktusba. Az 1970-es évek vége és az 1990-es évek közepe között megjelent cikkeiben kritizálta Québec korlátozó nyelvtörvényeit és a szuverenizmus térnyerését. A kritikusok különösen Richler azon állításait kifogásolták, miszerint Québecben régóta jelen van az antiszemitizmus.
Nem sokkal a Parti Québécois (PQ) 1976-os első választása után Richler kiadta az „Oh Canada! Lament for a divided country” című könyvét az Atlantic Monthlyban, ami komoly vitákat váltott ki. Ebben azt állította, hogy a PQ a „Tomorrow Belongs to Me” című Hitlerjugend-dalt kölcsönözte a Cabaret-ből az „À partir d'aujourd'hui, demain nous appartient” című himnuszukhoz, bár később elismerte tévedését a dallal kapcsolatban, és magát hibáztatta, hogy az információt Irwin Cotler és Ruth Wisse egy, a Commentary című amerikai magazinban megjelent cikkéből „másolta le”. Cotler végül írásban kért bocsánatot a PQ Lévesque-től. Szintén bocsánatot kért az incidensért, és „kínos baklövésnek” nevezte azt.
1992-ben Richler kiadta az Oh Canada! Oh Quebec!: Requiem for a Divided Country (Ó Kanada! Ó Quebec!: Requiem egy megosztott országért) című könyvében, amely a québeci nyelvtörvényeket parodizálta. Elismerően nyilatkozott Esther Delisle Az áruló és a zsidó: Antiszemitizmus és a szélsőséges jobboldali nacionalizmus delíriuma a francia Kanadában 1929–1939 között című művéről (1992), amely a francia-kanadai antiszemitizmusról szól a második világháború kitörése előtti évtizedben. Oh Canada! Oh Quebec! című könyvét a québeci szuverenista mozgalom és kisebb mértékben más anglofon kanadaiak is bírálták. Kritikusai azt állították, hogy Richler elavult és sztereotip képet alkotott a québeci társadalomról, és attól tartottak, hogy a frankofon és anglofon québeciak közötti kapcsolatok polarizálódását kockáztatja. A szuverenista Pierrette Venne, akit később a Bloc Québécois párt képviselőjévé választottak, a könyv betiltását követelte, Daniel Latouche a Mein Kampfhoz hasonlította a könyvet.
Nadia Khouri úgy véli, hogy a Richlerrel szembeni reakciókban volt egy diszkriminatív felhang, és megjegyezte, hogy néhány kritikusa úgy jellemezte őt, hogy „nem közülünk való” vagy hogy nem volt „igazi québeci”. Úgy találta, hogy egyes kritikusok félreidézték a művét; például az összefonódott egyház és állam mantrájára utalva, amely a nőket a lehető legnagyobb mértékű szaporodásra csábítja, egy olyan részt, amelyben azt mondta, hogy a québeci nőkkel úgy bánnak, mint a „kocákkal”, félreértelmezték úgy, hogy Richler szerint ők kocák. A québécois írók közül többek között Jean-Hugues Roy, Étienne Gignac, Serge-Henri Vicière és Dorval Brunelle is úgy vélte, hogy a kritikusok túlreagálták a helyzetet. Védői azt állították, hogy Mordecai Richler bizonyos pontokon tévedhetett, de semmiképpen sem volt rasszista vagy québécois-ellenes. Nadia Khouri elismerően nyilatkozott Richler bátorságáról és arról, hogy támadja a québeci társadalom ortodoxiáit. Úgy jellemezték, mint „a québeci anglofónok jogainak legjelentősebb védelmezőjét”.
Egyes kommentátorok aggodalomra adnak okot a Richler könyve körüli heves viták miatt, mondván, hogy az kiemeli és elismeri az antiszemitizmus fennmaradását a québeci lakosság egyes csoportjai körében. Richler halálos fenyegetéseket kapott; egy antiszemita frankofón újságíró azt kiabálta az egyik fiának: „[H]a apád itt lenne, most rávenném, hogy újraélje a holokausztot!”. A L'actualité egyik szerkesztőségi karikatúrája Hitlerhez hasonlította. Egy kritikus ellentmondásos módon azt állította, hogy Richlert zsidó csoportok fizették a Québecről szóló kritikai esszéje megírásáért. Védői úgy vélték, hogy ez a zsidókkal kapcsolatos régi sztereotípiákat idézi fel. Amikor a zsidó közösség vezetőit megkérték, hogy határolódjanak el Richlertől, Frances Kraft újságíró azt mondta, hogy ez azt jelzi, hogy nem tekintik Richlert a québeci „törzs” részének, mert angolul beszél és zsidó.
Nagyjából ugyanebben az időben Richler bejelentette, hogy megalapította a „Tisztátalan Gyapjú Társaságot”, hogy a Parizeau-díjat egy kiváló, nem frankofón québeci írónak ítélje oda. A csoport neve a Québécois pure laine kifejezésre játszik, amelyet általában a kiterjedt francia-kanadai többgenerációs felmenőkkel rendelkező quebeiekre (vagy „tiszta gyapjú”) használnak. A (3000 dollárral járó) díjat kétszer ítélték oda: 1996-ban Benet Davetian kapta The Seventh Circle-ért, 1997-ben pedig David Manicom a Ice in Dark Water című könyvéért.
2010-ben Marvin Rotrand montreali városi tanácsos 4000 aláíró petíciót nyújtott be, amelyben felszólította a várost, hogy halálának 10. évfordulóján tisztelegjen Richler előtt egy utca, park vagy épület átnevezésével Richler régi Mile End negyedében. A tanács kezdetben elutasította Richler kitüntetését, mondván, hogy ezzel feláldoznák a környék örökségét. A vitára reagálva Montréal városa bejelentette, hogy felújít és átnevez egy pavilont az ő tiszteletére. Különböző okok miatt a projekt több évig húzódott, de 2016-ban befejeződött.

## Megjelenés más médiában
- A St. Urbain's Horseman-ből (1971) a CBC televíziós drámája készült.
- 1973-ban a The Apprenticeship of Duddy Kravitz-t egy azonos című filmbe[37] adaptálták Richard Dreyfuss főszereplésével Duddy szerepében.
- A The Apprenticeship of Duddy Kravitz-t többször is adaptálták zenés színdarabként, például 1984-ben (Edmonton, Alberta, Kanada), 1987-ben (Philadelphia) és 2015-ben (Montreal).
- Caroline Leaf(wd) animátor megalkotta a The Street (1976) című filmet Richler 1969-es azonos című novellája alapján. Az animációs filmet Oscar-díjra jelölték.
- 1978-ban a Jacob Two-Two Meets the Hooded Fang című filmet mozifilmre adaptálták.[38]
- 1999-ben forgatták a Jacob Two-Two Meets the Hooded Fang című tévéfilmet.[39]
- 1985-ben a Joshua Then and Now-ból (1980) készült egy azonos című film.[40]
- 2003-ban a Jacob Two-Two-t egy azonos nevű animációs sorozatba adaptálták, lazán a könyvsorozat címszereplője alapján.
- 2009-ben a Barney's Version-t rádióra adaptálta a CBC.
- 2010-ben a Barney's Version-ből (1997) készült egy azonos című film.[41]

## Díjak és elismerések
- 1969. évi főkormányzói díj a Cocksure-ért és a Hunting Tigers Under Glassért.
- 1972-ben a főkormányzói díj Szent Urbain lovasáért.
- 1975-ben az Amerikai Írók Céhe díja a legjobb vígjátéknak a Duddy Kravitz tanoncsága forgatókönyvéért.
- 1976-ban a Kanadai Könyvtári Szövetség Év Könyve Gyermekeknek Díja: Jacob Two-Two Meets the Hooded Fang.
- 1976 Ruth Schwartz Gyermekkönyv-díj a Jacob Two-Two Meets the Hooded Fang című filmnek.
- 1990 Itt volt az 1990-es Commonwealth Writers-díj Solomon Gursky-nak
- 1995. Mr. Christie's Book Award (a legjobb angol könyvnek járó 8-11 éves korig) Jacob Two-Two első kémügyéért.
- 1997 Giller-díj a Barney-féle verzióért.
- 1998 A Kanadai Könyvkereskedők Szövetségének „Az év szerzője” díja.
- 1998 Stephen Leacock-díj a humorért a Barney's Versionért
- 1998-as Commonwealth Writers-díj a legjobb könyvnek (Kanada és karibi régió) a Barney's Versionért
- 1998 QSPELL-díj a Barney's Versionért.
- 2000 Tiszteletbeli levéldoktori cím, McGill Egyetem, Montreal, Quebec.
- 2000 tiszteletbeli doktori cím, Bishop's University, Lennoxville, Quebec.
- 2001-ben a Kanadai Rend társa
- 2004 98. szám a CBC televíziós műsorában a nagyszerű kanadaiakról, a The Greatest Canadian
- A 2004-es Barney's Version bekerült a Canada Reads 2004-be, amelyet Gartner Zsuzsi szerző támogat.
- 2006 Cocksure-t beválasztották a Canada Reads 2006-ba, amelyet Scott Thompson színész és író támogat.
- 2011-ben Richler posztumusz csillagot kapott a kanadai Walk of Fame-n, és beiktatták a torontói Elgin Színházba.[42]
- 2011 Ugyanabban a hónapban, amikor felvették a kanadai Walk of Fame-re, Montreal városa bejelentette, hogy a Mount Royal Parkban felújítják a pavilont, és az ő tiszteletére nevezik el. Az épület a Jeanne-Mance Parkra néz, ahol Richler fiatalkorában játszott.[43]
- 2015-ben Richler megkapta a "becsületbeli állampolgár" illetményét Montréal városában. A The Apprenticeship of Duddy Kravitz című művében szereplő Mile End Library a szomszédságában kapta a nevét.[44]

## Megjelent művei

### Regények
- The Acrobats (1954) (Wicked We Love címmel is megjelent, 1955)
- Son of a Smaller Hero (1955)
- A Choice of Enemies (1957)
- The Apprenticeship of Duddy Kravitz (1959)
- The Incomparable Atuk (1963)
- Cocksure (1968)
- St. Urbain's Horseman (1971)
- Joshua Then and Now (1980)
- Solomon Gursky Was Here (1989)
- Barney's Version (1997)

### Novellagyűjtemény
- The Street (1969)

### Szépirodalom gyerekeknek
Jacob Two-Two sorozat
- Jacob Two-Two Meets the Hooded Fang (Alfred A. Knopf(wd), 1975), illustrated by Fritz Wegner(wd)
- Jacob Two-Two and the Dinosaur (1987)
- Jacob Two-Two's First Spy Case (1995)

### Utazás
- Images of Spain (1977)
- This Year in Jerusalem (1994)

### Esszék
- Hunting Tigers Under Glass: Essays and Reports (1968)
- Shovelling Trouble (1972)
- Notes on an Endangered Species and Others (1974)
- The Great Comic Book Heroes and Other Essays (1978)
- Home Sweet Home: My Canadian Album (1984)
- Broadsides (1991)
- Belling the Cat (1998)
- Oh Canada! Oh Quebec! Requiem for a Divided Country (1992)
- Dispatches from the Sporting Life (2002)

### Nonfiction
- On Snooker: The Game and the Characters Who Play It (2001)

### Antológiák
- Canadian Writing Today (1970)
- The Best of Modern Humour (1986) (U.S. title: The Best of Modern Humor)
- Writers on World War II (1991)

### Magyarul megjelent
- Légy bátor és erős (Joshua Then and Now) – Európa, Budapest, 1986 · Fordította: Sárközy Elga
- Így látta Barney (Barney's version) – Európa, Budapest, 1998 · ISBN 963076427X · Fordította: Szász Imre

## További olvasnivaló
- Charles Foran(wd), Mordecai: The Life & Times (Toronto: Alfred A. Knopf Canada, 2010)
- Reinhold Kramer, Mordecai Richler: Leaving St Urbain (2008)
- Victor Teboul, Ph.D., "Mordecai Richler, le Québec et les Juifs", Tolerance website
- M. G. Vassanji(wd), Extraordinary Canadians: Mordecai Richler (Penguin, 2009), biography

## Fordítás
- Ez a szócikk részben vagy egészben  a   Mordecai Richler című angol Wikipédia-szócikk fordításán alapul.  Az eredeti cikk szerkesztőit annak laptörténete sorolja fel. Ez a jelzés csupán a megfogalmazás eredetét és a szerzői jogokat jelzi, nem szolgál a cikkben szereplő információk forrásmegjelöléseként.